# Pico Momchil
O Pico Momchil (Momchilov Vrah \mom-'chi-lov 'vr&h\) é um pico coberto de gelo, que atinge 625 metros de altitude e que se localiza na Ilha Greenwich, na Antártida. Está localizado a 590 metros ao leste do Pico Ilinden, a 1,7 km a nordeste do Pico Razgrad, a 1,49 km a noroeste do Cume Viskyar, e a 3,08 km a norte-noroeste de Sartorius Point.
Seu nome é uma homenagem ao herói búlgaro Momchil.

### Mapas
- L.L. Ivanov et al. Antarctica: Livingston Island and Greenwich Island, South Shetland Islands. Scale 1:100000 topographic map. Sofia: Antarctic Place-names Commission of Bulgaria, 2005.
- L.L. Ivanov. Antarctica: Livingston Island and Greenwich, Robert, Snow and Smith Islands. Scale 1:120000 topographic map.  Troyan: Manfred Wörner Foundation, 2009.  ISBN 978-954-92032-6-4